# Ida heynderycxii
Ida heynderycxii (E.Morren) A.Ryan & Oakeley (2003), es una especie de orquídea de hábitos terrestres. Es originaria de Sudamérica.

## Características
Es una especie herbácea de tamaño gigante que fprefiere el clima fresco a frío, es terrestre o litófita con pseudobulbos lisos, ovalados, de color verde claro con tres hojas, con la base peciolada y que florece en la primavera en una erecta inflorescencia de 20 a 60 cm de largo, tiene una única inflorescencia de flores fragantes de 5 cm de longitud.

## Distribución y hábitat
Es nativo de  Venezuela, Colombia, Ecuador y Perú donde se encuentra en los terraplenes de roca entre la luz en el matorral húmedo de musgo y hojas en el molde o en afloramientos rocosas en las elevaciones de 1700 a 3000 m s. n. m.

## Sinonimia
- Maxillaria heynderycxii E. Morren (1845) (Basionymum)
- Lycaste barbifrons Lindl. (1845)